# Chapelle Saint-Guénolé de Plourac'h
La chapelle Saint-Guénolé de Plourac'h  est située sur la commune de Plourac'h, dans le département des Côtes-d'Armor.

## Localisation
La chapelle est située sur la commune de Plourac'h, dans le département  des Côtes-d'Armor, dans la région Bretagne.

## Description
La chapelle est un élément du patrimoine local et religieux de la commune. Elle date du XVIe siècle et a été bâtie par la famille Gourvinec, seigneurs de Klempétu. Depuis sa première construction sur le run du Rudunos, la chapelle a subi plusieurs remises en état. Les comptes-rendus de fabriques en témoignent.

## Historique
La chapelle est inscrite au titre des monuments historiques par arrêté du 24 mars 1926.